# Mathias Stabinger
Mathias Stabinger, també Mattia Stabingher, Stabinger o Staubingher (Florència, 7 d'abril de 1750 - Venècia, 1815) fou un compositor italià.
Residí durant un temps a París, on es donà conèixer com a flautista, traslladant-se més tard a Milà on estrenà en el teatre de La Scala diverses òperes.
Llista no exhaustiva d'òperes:
- Calipso abandonatta, Milà, 1777;
- Le astuzie di Bettina, Gènova, 188o;
- Il finto pazzo per amore, 25 d'octubre de 1782, Moscou;
- La morte d'Arrigo, Bolonya, 1784;
- Schastlivaya Tonia, 14 de gener de 1786, Moscou;
- Babay Yaga, 2 de desembre de 1786, Moscou;
- Pigmalion, i li Sila Lyubvi, 30 de desembre de 1787, Moscou;
- Zhenit'ba neudachnaya, 19 de febrer de 1788, Moscou;
- Orphée traversant l'enfer à la recherche d'Eurydice, 22 de febrer de 1792, Moscou;
- La sconfitta delle Amazoni;
- L'avventure d'Ircana.

A més, deixà diverses composicions per a flauta amb acompanyament d'altres instruments.